# Фатюшин Олександр Костянтинович
Олександр Костянтинович Фатюшин — (рос. Александр Константинович Фатюшин; 29 березня 1951, Рязань, РРФСР, СРСР — 6 квітня 2003, Москва, Росія) радянський, російський актор. Заслужений артист СРСР (1984). Лауреат Державної премії СРСР (1984).

## Біографія
Народився 29 березня 1951 року в Рязані в сім'ї водія та фабричної працівниці.  Жив у комунальній квартирі за адресою: Першотравневий проспект, будинок 24 корпус 1 (будинок збудований до 1917 року і належав купцям Селівановим, нині перебуває в аварійному стані, але не розселений).  Навчався у школі №1 (нині – Школа №1 імені В.П. Єкимецької м. Рязані), під час навчання відвідував драмгурток.  Після закінчення школи невдало вступав до театральних вишів.  Рік відпрацював таксидермістом.  З другої спроби надійшов у ГІТІС на акторський факультет на курс до А. А. Гончарова.  Закінчив інститут у 1973 році.  Служив у Театрі імені Маяковського (1973—2003).  Був задіяний у виставах "Молва", "Життя Клима Самгіна", "Біг", "Наполеон".
Перша роль у кіно — у стрічці «Осінь» (1974) А. С. Смирнова.  Трохи раніше знявся в телефільмі А. А. Коренєва «Три дні в Москві».
1976 року зіграв головну роль у фільмі «Весняний призов», за яку був удостоєний премії на X Всесоюзному кінофестивалі (1977) у Ризі.
Знявся більш ніж у 40 фільмах, переважно у другорядних ролях.  Серед найвідоміших картин — «Москва сльозам не вірить», «Росія молода», «Однакове плавання», «Кодекс мовчання», «34-й швидкий», «Службовий роман».  У «Службовому романі» спочатку грав другорядну роль чоловіка секретарки Вірочки, але через травму ока не зміг продовжити роботу.  У результаті епізоди з його участю були вирізані, але залишилося лише кілька кадрів, у яких герой Фатюшина з'являється як співробітник статистичної установи.  Було затверджено на головну роль виконроба Машкова у фільмі «Кін-дза-дза!», проте його не відпустило на зйомки керівництво театру.

### Особисте життя
1986 року одружився з актрисою Оленою Мольченко, з якою познайомився під час роботи в театрі

## Захоплення
Захоплювався футболом, у дитинстві грав у юнацькій команді «Алмаз» (Рязань), входив до складу футбольної збірної акторів Москви.  Вболівав за московський «Спартак», був дружний з багатьма футболістами: О. І. Романович, Г. А. Ярцевим, Р. Ф. Дасаєвим, у якого був свідком на весіллі..

## Смерть
Помер на 53-му році життя 6 квітня 2003 року у своїй московській квартирі від зупинки серця на фоні запалення легенів.  Похований 9 квітня на Алеї пам'яті видатних спортсменів та тренерів на Востряківському цвинтарі в Москві (дільниця № 131).

## Фільмографія
- Атлантика (фільм-вистава) (1974)
- Осінь (1974, Едуард)
- Три дні в Москві (1974)
- Персональна справа (фільм-вистава) (1975)
- Весняний призов (1977, Карпенко)
- Гарантую життя (1977, Мітя Радкевич)
- Службовий роман (1977)
- Жінка здалеку (1978, танкіст)
- Ліки проти страху (1978, Тихонов)
- Москва сльозам не вірить (1979, Сергій Гурін)
- Прогулянка, гідна чоловіків (1978, Гусєв)
- Ти пам'ятаєш (1979, Виктор Румянцев / Александр Євгенович Белов)
- Швидше за власну тінь (1980, Феодосій Микитович)
- Дами запрошують кавалерів (1980, Віктор)
- Очікування (1980, Ігор)
- 34й швидкий (1981, Олександр Муханов)
- Ось повернувся цей хлопець... (1981, Володя)
- Вони були акторами (1981, Николай Андреевич Баришев)
- Росія молода (1981-1982, Опанас Криков)
- Розгін (1982)
- Людина на полустанку (1983, Федір Таранін)
- Шлях до себе (1984, Саня)
- Закон зимівлі (1984, Павло Іванович Козаков)
- Парашутисти (1984, врач)
- Викрадення (1984, Олександр Львові)
- Приходь вільним (1984, Сергій Миронович Кіров)
- орінки життя (1982-1990)
- Ось моє село... (1985, Петро Дилдін)
- Одиночне плавання (1985, Сашко Круглов)
- Танці на даху (1985, Борис)
- Дорогий Едісон!  (1986)
- Життя Клима Самгіна (1986, Лютов Владимир Васильевич)
- Потерпілі претензій не мають(1986, Олександр Олексійович)
- Два береги (1987, Степан)
- Жінки, яким повезло (1989, Іван)
- Кодекс мовчання (1989)
- Стукіт у двері (1989, капітан Ткач)
- Гальмування в небесах (1989)
- Жива мішень (1990, Горюнов)
- Вовкодав (1991, Вова)
- Справа Сухово-Кобиліна (1991, Олександр Дюма (син))
- Заряджені смертю (1991, Сергій Красовський)
- Кров за кров (1991)
- По Таганці ходять танки (1991, головлікар, професор)
- Каїр-2" викликає "Альфу" (1992, Томас Кордон)
- Кодекс мовчання-2 (1993)
- Російський роман (1993, Лукін)
- Справжній художник, справжній артист, справжній убивця (фільм-вистава) (1994, Бурцев)
- Петербурзькі таємниці (1994-1998)
- Фатальні яйця (1995)
- Любити по-російськи - 3.  Губернатор (1999)
- З новим щастям!  (1999, Анатолій)
- Транзит для диявола (1999)
- Новий рік у листопаді (2000, Микола Васін)
- Механічна сюїта (2001, Лебедев)
- Привіт, малюк!  (2001)
- Кодекс чести-1 (2002, Буров Ігор Сергійович)
- Мій кордон (2002, майор Пантелєєв)
- Російські амазонки (2002, Микола Павлович)